# Copa de Portugal femenina de balonmano
La Copa de Portugal femenina de balonmano (en portugués Taça de Portugal) es la segunda competición femenina en importancia del balonmano portugués. 
Está organizado por la Federación Portuguesa de Balonmano y se juega anualmente.

## Ganadores de la Copa de Portugal
| Año       |                                            | Final                                      | Final                                      | Final |
| Año       | Ganador                                    | Resultado                                  | Finalista                                  |       |
| --------- | ------------------------------------------ | ------------------------------------------ | ------------------------------------------ | ----- |
| 2024/25   | SL Benfica                                 | 27-19                                      | Madeira SAD                                |       |
| 2023/24   | Madeira SAD                                | 36-34                                      | SL Benfica                                 |       |
| 2022/23   | SL Benfica                                 | 31-30                                      | Madeira SAD                                |       |
| 2021/22   | SL Benfica                                 | 38-31                                      | Colégio de Gaia                            |       |
| 2020/21   | Madeira SAD                                | 26-24                                      | ARC Alpendorada                            |       |
| 2019/20   | Cancelada debido a la pandemia de COVID-19 | Cancelada debido a la pandemia de COVID-19 | Cancelada debido a la pandemia de COVID-19 |       |
| 2018/19   | Colégio de Gaia                            | 39-26                                      | CS Madeira                                 |       |
| 2017/18   | Madeira SAD                                | 27-14                                      | SIR 1º Maio/CJ Barros                      |       |
| 2016/17   | Colégio de Gaia                            | 23-22                                      | Madeira SAD                                |       |
| 2015/16   | CS Madeira                                 | 32–31                                      | Colégio de Gaia                            |       |
| 2014/15   | Madeira SAD                                | –                                          |                                            |       |
| 2013/14   | Madeira SAD                                | –                                          |                                            |       |
| 2012/13   | Madeira SAD                                | 28–25 a.p.                                 | Alavarium                                  |       |
| 2011/12   | Madeira SAD                                | –                                          |                                            |       |
| 2010/11   | Madeira SAD                                | –                                          |                                            |       |
| 2009/10   | Madeira SAD                                | –                                          |                                            |       |
| 2008/09   | Madeira SAD                                | –                                          |                                            |       |
| 2007/08   | Madeira SAD                                | –                                          |                                            |       |
| 2006/07   | Madeira SAD                                | –                                          |                                            |       |
| 2005/06   | Madeira SAD                                | –                                          |                                            |       |
| 2004/05   | Madeira SAD                                | –                                          |                                            |       |
| 2003/04   | Madeira SAD                                | –                                          |                                            |       |
| 2002/03   | Madeira SAD                                | –                                          |                                            |       |
| 2001/02   | Madeira SAD                                | –                                          |                                            |       |
| 2000/01   | Madeira SAD                                | –                                          |                                            |       |
| 1999/2000 | Madeira SAD                                | –                                          |                                            |       |
| 1998/99   | Madeira SAD                                | –                                          |                                            |       |
| 1997/98   | Colégio de Gaia                            | –                                          |                                            |       |
| 1996/97   | Sports Madeira                             | –                                          |                                            |       |
| 1995/96   | Sports Madeira                             | –                                          |                                            |       |
| 1994/95   | Ac.Funchal                                 | –                                          |                                            |       |
| 1993/94   | Ac.Funchal                                 | –                                          |                                            |       |
| 1992/93   | Ac.Funchal                                 | –                                          |                                            |       |
| 1991/92   | SL Benfica                                 | –                                          |                                            |       |
| 1990/91   | CD Paço de Arcos                           | –                                          |                                            |       |
| 1989/90   | Colégio de Gaia                            | –                                          |                                            |       |
| 1988/89   | SL Benfica                                 | –                                          |                                            |       |
| 1987/88   | SL Benfica                                 | –                                          |                                            |       |
| 1986/87   | SL Benfica                                 | –                                          |                                            |       |
| 1985/86   | SL Benfica                                 | –                                          |                                            |       |
| 1984/85   | SL Benfica                                 | –                                          |                                            |       |
| 1983/84   | Ass. Desp. Oeiras                          | –                                          |                                            |       |
| 1982/83   | Clube Atlético de Campo de Ourique         | –                                          |                                            |       |
| 1981/82   | Clube Atlético de Campo de Ourique         | –                                          |                                            |       |
| 1980/81   | CD Torres Novas                            | –                                          |                                            |       |
| 1979/80   | Lic.Maria Amália                           | –                                          |                                            |       |
| 1978/79   | Almada AC                                  | –                                          |                                            |       |
| 1977/78   | Lic.Maria Amália                           | –                                          |                                            |       |
| 1976/77   | Lic.Maria Amália                           | –                                          |                                            |       |
| 1975/76   | CF Belenenses                              | –                                          |                                            |       |

## Títulos por club
| Club                               | Número de títulos | Años |
| ---------------------------------- | ----------------- | ---- |
| Madeira SAD                        | 20                |      |
| Benfica                            | 9                 |      |
| Colegio de Gaia                    | 4                 |      |
| A.C. Funcha                        | 3                 |      |
| Lic. María Amalia                  | 2                 |      |
| Sports Madeira                     | 2                 |      |
| Clube Atlético de Campo de Ourique | 2                 |      |
| CS Madeira                         | 1                 |      |
| CF Belenenses                      | 1                 |      |
| Almada AC                          | 1                 |      |
| CD Torres Novas                    | 1                 |      |
| A.D. Oeiras                        | 1                 |      |
| Paço de Arcos                      | 1                 |      |
| Datos                              |                   |      |